# Marcel Choquette
 (décembre 2018).
Si vous disposez d'ouvrages ou d'articles de référence ou si vous connaissez des sites web de qualité traitant du thème abordé ici, merci de compléter l'article en donnant les références utiles à sa vérifiabilité et en les liant à la section « Notes et références ».
Pour les articles homonymes, voir Choquette.
Marcel Choquette (né le 13 février 1913 à Saint-Hyacinthe et mort le 26 novembre 1971) à Montréal est un peintre, céramiste et sculpteur québécois.

## Biographie
L'artiste est l'auteur de la sculpture intitulée, Maurice Richard, en hommage au joueur qui s'est distingué tout au long de sa carrière de hockeyeur. On peut admirer cette sculpture à l'aréna Maurice-Richard. Elle se trouve à l'intérieur, dans le hall d'entrée. Ce bronze a été réalisé par le musée d'Inverness d'après le plâtre originel eu Rocket sculpté par Marcel Choquette. La statue du hockeyeur, érigée à l'extérieur de l'aréna, est la copie conforme du bronze de Marcel. Son nom devrait apparaître en référence sur la plaque d'identification, ce qui a été omis par ceux qui ont fait cette statue. De plus, le samedi 30 mars 1997, le Journal de Montréal, sous la plume de Jean-Michel Gauthier, publiait un article où la réalisation du bronze était attribué aux artistes Jules Lasalle et Annick Bourgeau, ce qui est tout à fait faux et constitue un plagiat. Il réalise en 1944, un buste en plâtre de Maurice Duplessis. La bibliothèque de l'Assemblée nationale du Québec possède un exemplaire ainsi que le Musée Pierre-Boucher. On lui doit aussi des bustes de Paul Sauvé. Le Musée Pop détient des profils en bronze de Georges VI & la reine Elizabeth réalisés par l'artiste en 1939.